# Boarmia lutea
Boarmia lutea är en fjärilsart som beskrevs av Arnold Pagenstecher 1884. Boarmia lutea ingår i släktet Boarmia och familjen mätare. Inga underarter finns listade i Catalogue of Life.